# Pitthea triplagiata
Pitthea triplagiata är en fjärilsart som beskrevs av W. Warren 1897. Pitthea triplagiata ingår i släktet Pitthea och familjen mätare. Inga underarter finns listade i Catalogue of Life.